# 17 cm mittlerer Minenwerfer
A 17 cm mittlerer Minenwerfer (rövidítve 17 cm m. M.W. vagy 17 cm mMW, magyarul 17 cm-es közepes aknavető) egy aknavető volt, melyet a Német Birodalom használt az első világháborúban.

## Fejlesztés és alkalmazás

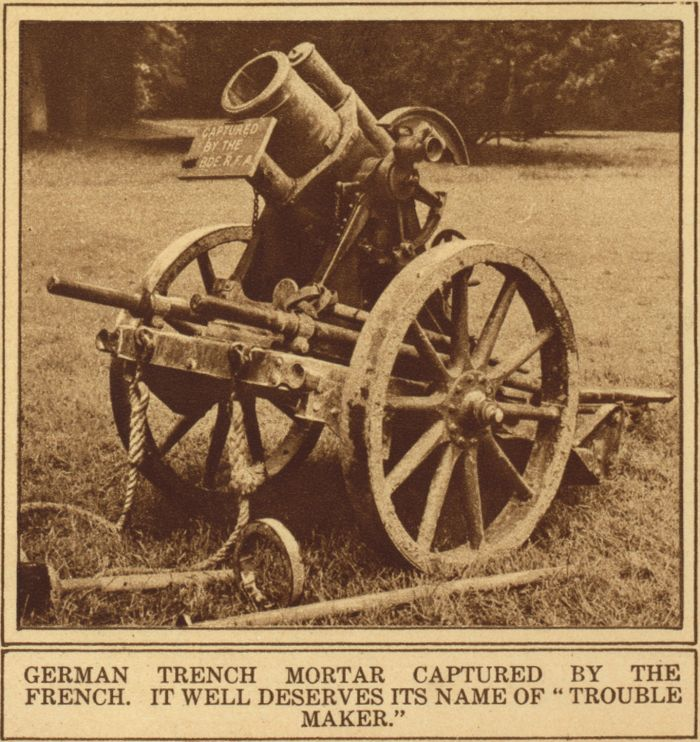
Az a/A típus szállítási módban, felszerelt kerekekkel

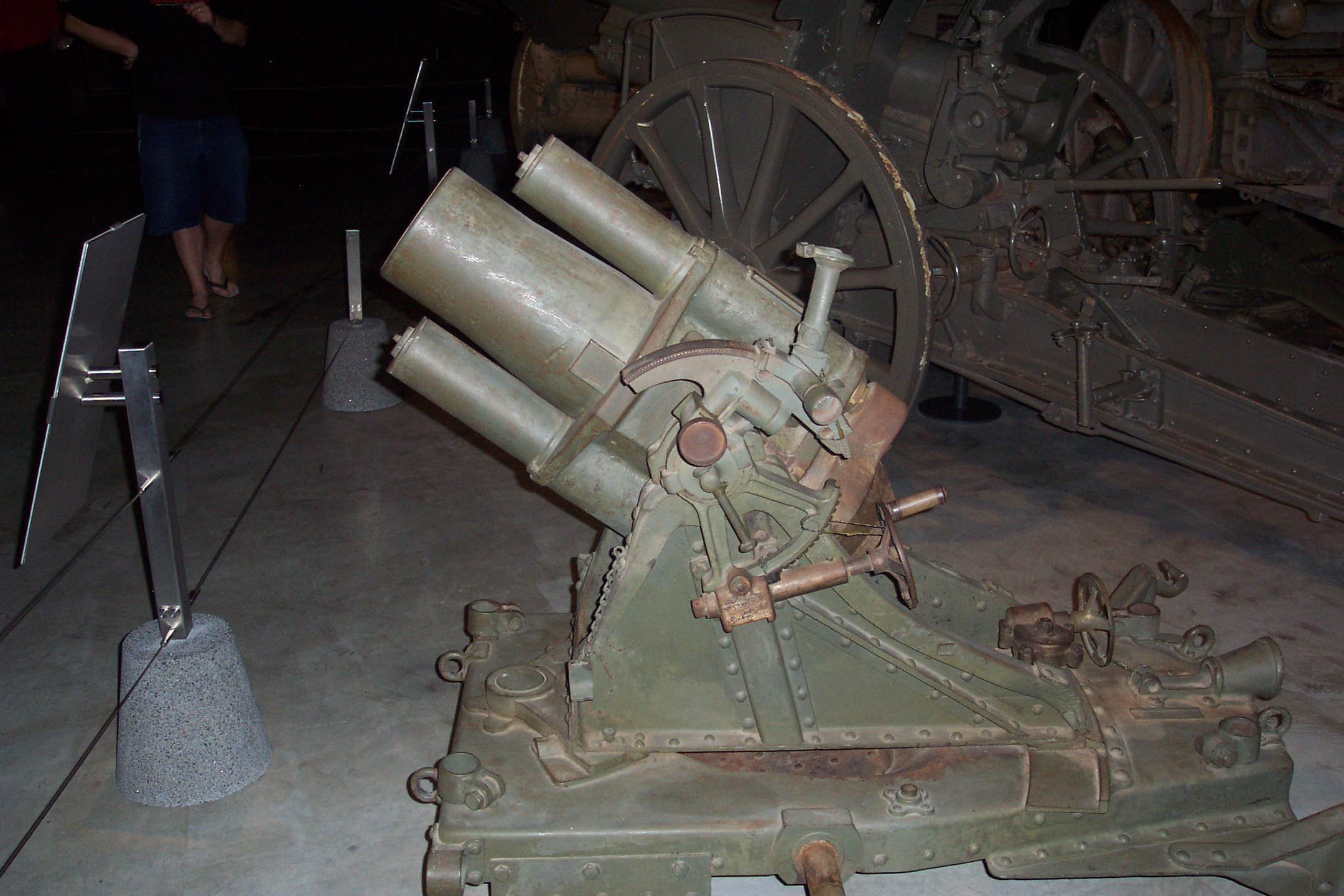
Az n/A típus (hosszabb csővel), az Australian War Memorial-nál, Canberra

A fegyvert a Port Arthur-i ostrom után fejlesztették ki, amely az 1905-ös orosz–japán háború alatt zajlott. A fegyvertípus erőssége a bunkerek és erődítmények elpusztításában rejlett, amelyre a hagyományos tüzérség képtelen volt. Az aknavető elöltöltős, csöve huzagolt, hátrasikló rendszere hidro-rugós. 50 kg-os repesz-romboló lövedékeket tüzeltek vele, amely lövedékek sokkal több robbanóanyagot tartalmaztak, mint a hasonló űrméretű hagyományos tüzérségi lövedékek. Az alacsony csőtorkolati sebességnek köszönhetően a lövedékek falai vékonyabbak, így több hely jut a robbanóanyagnak. Ezen felül az alacsony kezdősebesség lehetővé tette az olyan robbanóanyagok használatát, mint az ammónium-nitrát-karbon, amely kevésbé volt ütésálló, mint a TNT, amelyből kevés volt raktáron. Ezen anyagok használata viszont sokszor korai robbanást idézett elő, így az aknavető személyzete nagyobb veszélynek volt kitéve, mint a hagyományos tüzérségi eszközöké.
A világháború folyamán egy új változatot kezdtek gyártani hosszabb csővel. Jelölése a 17 cm mittlerer Minenwerfer n/A (neuer Art), vagy új minta, míg a régebbi típusokat az a/A (alter Art) vagy régi minta jelöléssel látták el.
Harc közben az aknavető kerekeit leszerelték, majd egy minimum 1,5 méter mély árokba helyezték, hogy védjék az eszközt és személyzetét. Rövid távolságon négy fő által is lehetett vontatni, vagy 17 fő által cipelni. Rövid lőtávolsága ellenére az aknavető nagyon hatékonynak bizonyult a bunkerek és más erődítmények megsemmisítésében. A háború kitörésekor a német hadsereg 116 darabbal rendelkezett, de a háború végére 2361 darabra nőtt a számuk.

## Fordítás
- Ez a szócikk részben vagy egészben  a(z)   17 cm mittlerer Minenwerfer című angol Wikipédia-szócikk ezen változatának fordításán alapul.  Az eredeti cikk szerkesztőit annak laptörténete sorolja fel. Ez a jelzés csupán a megfogalmazás eredetét és a szerzői jogokat jelzi, nem szolgál a cikkben szereplő információk forrásmegjelöléseként.